# لوبيلية تليكية
لوبيلية تليكية (الاسم العلمي:Lobelia telekii) هي نوع من النباتات تتبع جنس اللوبيلية من الفصيلة الجريسية.